# Bergnäset
Bergnäset – miejscowość (tätort) w Szwecji, w regionie administracyjnym (län) Norrbotten, w gminie Luleå.
Według danych Szwedzkiego Urzędu Statystycznego liczba ludności wyniosła: 3604 (31 grudnia 2015), 3683 (31 grudnia 2018) i 3767 (31 grudnia 2019).